# Andreas Kühn (Politiker)
Andreas Kühn (* 16. Februar 1968 in Hamburg) ist ein deutscher Politiker der CDU und ehemaliges Mitglied der Hamburgischen Bürgerschaft.

## Leben und Beruf
Nach dem Besuch der Schule von 1974 bis 1984 absolvierte Andreas Kühn eine Ausbildung zum Maurer in Hamburg-Harburg. Es folgte von 1987 bis 1988 der Besuch einer Fachoberschule für Bautechnik in Hamburg mit dem Abschluss der Fachhochschulreife. Von 1990 bis 1993 absolvierte er die Berufsgenossenschaftliche Akademie für Arbeitssicherheit in Hennef/Bonn mit dem Abschluss Diplom-Verwaltungswirt (FH). Seit 1993 ist Kühn als Dienstordnungsangestellter der Berufsgenossenschaft der Bauwirtschaft in Hamburg tätig.

## Politik
Andreas Kühn wurde 1986 Mitglied in der CDU und saß in der Hamburgischen Bürgerschaft in der 16. Wahlperiode von 1997 bis 2001. Für seine Fraktion war er im Gleichstellungsausschuss sowie im Sozialausschuss.